# Casa de Juan Agustín Niño y Álvarez
La Casa de Juan Agustín Niño y Álvarez es una casa situada al suroeste de la Plaza de Bolívar de Tunja (Colombia). En ella se ubica la Secretaría de Cultura y Patrimonio, y la Secretaría de Turismo del Gobierno de Boyacá. También es sede del Instituto de Cultura y Bellas Artes (ICBA).

## Arquitectura

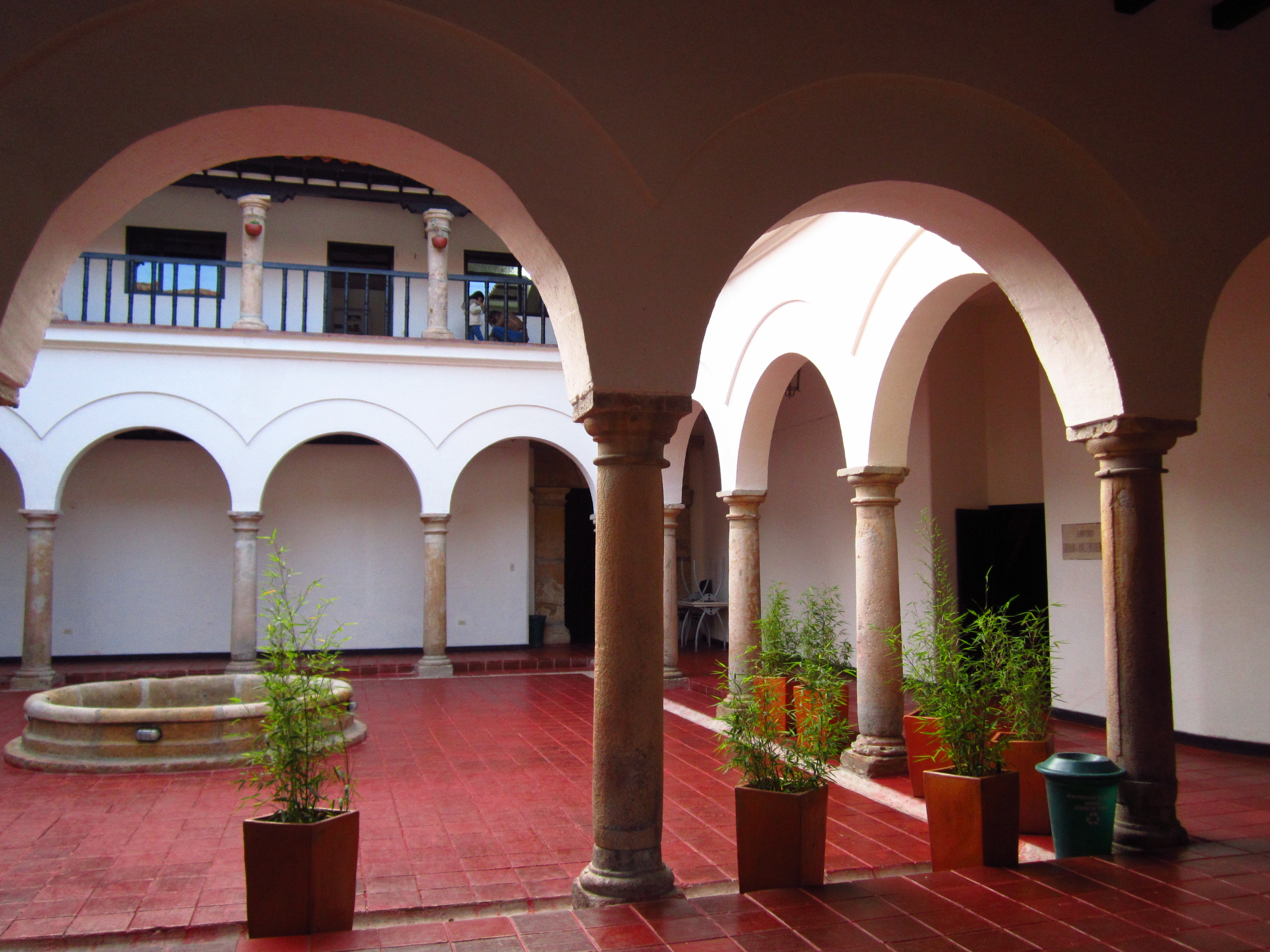
Patio central interior de la vivienda.

La casa reformada, ocupa la parte sur del edificio original en la Casa del Capitán Martín de Rojas. Su fachada ocupa la parte suroeste de la plaza mayor (actual plaza Bolívar) y de la actual calle 20. Hecha con las técnicas arquitectónicas más refinadas de la época en estilo colonial, dispone de una balconada en madera en segunda planta de estilo plateresco.
Ocupa una superficie cuadrangular de 35 metros de fachada hacia la calle Carrera 10, anexa a la plaza de Bolívar, por 36 metros de fachada hacia la calle 20, y una superficie solar aproximada de 1.260 metros cuadrados. En su interior tiene un patio central columnado, en dos plantas, que sirve de iluminación interior de todas las estancias/habitaciones del palacio y en cuyo centro se ubica una fuente circular. La planta alta presenta una techumbre de madera, que sigue el estilo del resto de la casa y de la balconada exterior.

## Historia
La casa fue reformada por Juan Agustín Niño y Álvarez en el año 1770, y se sitúa en la plaza de Bolívar de la ciudad de Tunja. Ocupa la parte sur del edificio original en la Casa del Capitán Martín de Rojas.
La casa fue habitada por Juan Agustín Niño y Álvarez y su hijo Juan Nepomuceno Niño.